# Xixime
Les xiximes est un peuple indigène du Mexique, aujourd'hui disparu. Ils habitaient dans la région montagneuse du Sinaloa et de l'État de Durango au Mexique. Ils vivaient de fruits sylvestres, de figues de barbarie, de sapotes et de guamúchiles, ainsi que de pépites de mezquite et de miel sylvestre. Leur agriculture se réduisait à cultiver de maïs, le piment, le coton, le tabac et la courge. IIs allaient généralement nus, cheveux longs et ils ornaient leurs bras avec des coquillages qu'ils obtenaient par troc avec les peuples côtiers. Ils étaient continuellement en guerre contre les acaxees. Ils pratiquaient l'anthropophagie rituelle pour assurer la fertilité du maïs ,,,.

## Architecture
Les xiximes utilisaient des techniques de construction avancées pour édifier des bâtiments à flanc de falaise. Un des zones les plus étudiées s'appelle la "Grotte du Maguey" et présente des vestiges de constructions sur deux niveaux et quatre mètres de hauteur, édifiés à l'intérieur de cinq grottes; le style de construction utilise le type de Bajareque .

## Habillement
L'habillement des xiximes était confectionné suivent une technique d'artisanat encore peu étudiée utilisant des plumes de guajolote et des cheveux humains permettant de mieux conserver la chaleur. Ces éléments étaient tissés avec du coton et des aiguilles en os.

## Organisation et mode de vie
Les xiximes étaient organisés en  communautés dispersées sur tout leur territoire. Ces communautés ou groupes, appelés famille étendue, par les anthropologues, se formaient à partir d'un couple de progéniteurs qui croissait avec le temps avec des individus externes. Ces groupes étaient indépendants, autonomes, aucune autorité extérieure n'influençait leur développement comme communauté, sauf les autorités religieuses (ou politiques) des villes et dans certaines occasions spéciales comme lors de guerre quand l'autorité se concentrait dans le mandat d'un caudillo ou chef de guerre.